# 研磨膏
研磨膏是一种膏状的磨料，是将微粉磨料与膏状结合剂制成的一种软质磨具，也称为松散磨具。研磨膏更有利于磨料在其中的的均匀分散，减少对研磨工件的划伤。

## 分类
根据微粉磨料的不同，可分为钻石研磨膏、刚玉研磨膏、碳化硅碳化硼类研磨膏、氧化铬研磨膏等。根据溶剂的不同，分为油性研磨膏、水性研磨膏。

## 生产工艺
原材料准备→称量/过滤→溶化/称量→过滤分散→搅拌混合→包装。

## 研磨膏的用途
1. 钨钢模具、光学模具、注塑模具等研磨抛光；
2. 金相分析实验过程中的研磨抛光；
3. 牙科材料（义齿）研磨抛光；
4. 光学镜片、硬质玻璃和晶体、超硬陶瓷和合金等领域的研磨抛光。